# Dimeria avenacea
Dimeria avenacea là một loài thực vật có hoa trong họ Hòa thảo. Loài này được (Retz.) C.E.C.Fisch. mô tả khoa học đầu tiên năm 1932.